# محمد علیزاده
محمد علیزاده (زادهٔ ۲۳ دی ۱۳۶۰) خواننده، ترانه‌سرا و آهنگساز اهل ایران است. علیزاده نخستین آهنگ خود را در سن ۲۴ سالگی اجرا کرد.

## زندگی شخصی
محمد علیزاده در ۲۳ دی سال ۱۳۶۰ در کرج متولد شد. وی در حال حاضر در تهران زندگی می‌کند. علیزاده نخستین آهنگ خود را در ۲۴ سالگی اجرا کرد. محمد علیزاده فارغ‌التحصیل مهندسی کشاورزی است؛ اما علاقهٔ شدیدی که به موسیقی دارد موجب شد تا در موسیقی فعالیت کند و اولین آلبوم رسمی خود را در سال ۱۳۸۷ به نام همخونه منتشر کند. محمد علیزاده علاقهٔ خاصی به قرآن دارد و سه سال پیاپی توانسته مقام اول قرائت قرآن را کسب کند.

## حرفه

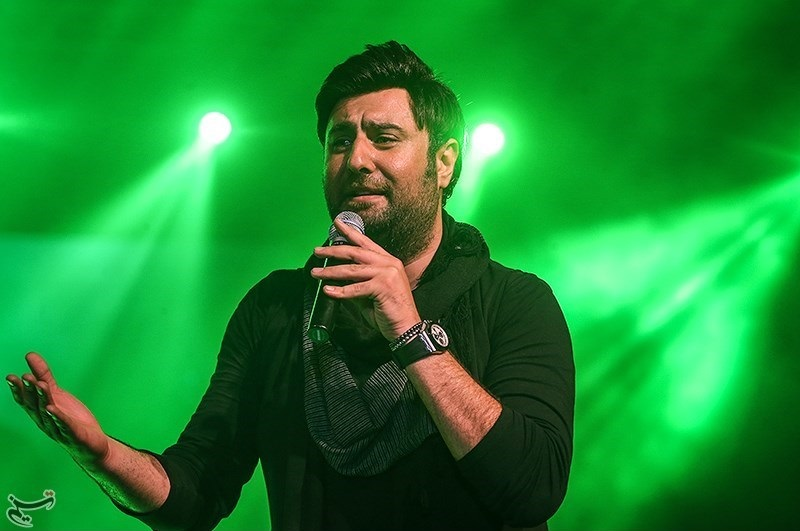
علیزاده به هنگام اجرای کنسرتش در کیش، ۷ اسفند ۱۳۹۵

اولین آلبوم رسمی محمد علیزاده با نام «همخونه» در سال ۱۳۸۷ منتشر شد که آهنگسازی و تنظیم این آلبوم توسط امیرحسین سرگزی انجام شده است. این آلبوم نتوانست علیزاده را آن طور که باید معرفی کند. چندین سال پس از انتشار این آلبوم که فروش پایینی هم داشت یک آلبوم دیگر از وی با نام «سورپرایز» در آستانهٔ انتشار قرار داشت که به‌صورت اینترنتی پخش شد. آلبوم بعدی علیزاده در نیمه دوم اسفند ماه ۹۱ با نام «دلت با منه» به بازار عرضه شد. در این آلبوم، ترانه‌های آلبوم سورپرایز که به‌صورت اینترنتی منتشر شده‌بود نیز قرار داشت.
محمد علیزاده یکی از پرکارترین خواننده‌هایی است که با صدا و سیما همکاری داشته است. از جمله این همکاری‌ها می‌توان به اجرای تیتراژ برای برنامهٔ کوله‌پشتی، سریال سراب، شهر باران ۹۰ و ۹۱، ماه عسل ۸۹ و ماه عسل ۹۶، مسابقهٔ قرآنی تسنیم، جشن رمضان ۹۱ و ۹۲، صبحی دیگر، سریال گاندو، سریال خروس، میشه نگام کنی و بر آستان جانان و سریال‌های زخم و برادر اشاره کرد.

### اولین برنامهٔ رسمی
محمد علیزاده اولین برنامهٔ رسمی‌اش بر روی صحنه را در بیست و هشتمین جشنواره موسیقی فجر در سال ۱۳۹۱ برگزار کرد. او آخرین برگزارکننده کنسرت در سی‌اُمین جشنواره موسیقی فجر در سال ۱۳۹۳ بود که اجرای وی در این جشنواره مورد توجه علاقه‌مندان قرار گرفت. این دومین باری بود که جشنواره موسیقی فجر با کنسرت محمد علیزاده به پایان می‌رسید.
علیزاده همکاری‌هایی نیز با سایر خوانندگان و فعالان موسیقی ایران داشته است. قطعهٔ «انتظار» در آلبوم «یاد چشمات» از امین رستمی، قطعهٔ «بذار ببینمت» در آلبوم «دریا» از سعید عرب و قطعهٔ «ستاره» در آلبوم «کما ۲» از حمید عسکری جزو این همکاری‌ها بوده است.
آهنگ «با اینکه تنهایی» وی در میان تاپ ۱۰ سایت ترانهٔ ماه به انتخاب کاربران اینترنتی قرار دارد. همچنین ترانهٔ «جز تو» و «خداحافظ» جزو محبوب‌ترین ترانه‌های وی به انتخاب هوادارانش بوده است.
ترانهٔ «شهر باران» با ترانهٔ مجید صالحی و ملودی بهنام کریمی و تنظیم بهروز صفاریان در اولین فستیوال تیتراژهای تلویزیونی صدا و سیما مقام دوم را از آن خود کرد.
از جمله انتقاداتی که به این خواننده می‌شود استفادهٔ مکرر از کلمه دل در ترانه‌هایش و غلو در بغض صدایش است که خودش این‌گونه پاسخ می‌دهد: «دوست داشتم. دوست داشتم بگویم «دل به دل این دل دل مرده بده، بده دل که بد آورده». همین که شنونده باید به خودش زحمت بدهد و کلنجار برود تا این ترانه را حفظ کند یعنی من برده‌ام. در این آلبوم دوست داشتم در همهٔ قطعات از دل استفاده کنم. حالا دیگران هر چه می‌خواهند بگویند. من تکرار قافیه‌ها را هم دوست دارم مثل اتفاقی که در «این اولین باره» افتاد و من ۹ قافیهٔ شبیه به هم را پشت سر هم تکرار کردم.» وی در ادامه چنین می‌گوید: «هیچ بغض غلو شده‌ای در صدای من وجود ندارد. من از بچگی هم که قاری قرآن بودم با همین صدا می‌خواندم منتهی صدایم پخته نبود» وی چندین قطعه به زبان ترکی آذربایجانی نیز خوانده است.

## ترانه‌شناسی

### آلبوم همخونه
اولین آلبوم محمد علیزاده است که در سال ۱۳۸۷ منتشر گردید و فضای موسیقایی‌اش با آلبوم‌های بعدی‌اش بسیار فرق می‌کند و در واقع پله‌ای برای ورود وی به بازار موسیقی کشور بود. قطعات این آلبوم با حال و هوای آن دورهٔ موسیقی پاپ ایران قرابت زیادی دارد.
| شماره | نام قطعه | ترانه‌سرا      | آهنگساز    | تنظیم‌کننده |
| ----- | -------- | ------------- | ---------- | ---------- |
| ۱     | لب خاموش | مشفق کاشانی   | امیر سرگزی | امیر سرگزی |
| ۲     | تمنا     | مریم دلشاد    | امیر سرگزی | امیر سرگزی |
| ۳     | گل یاس   | هانا هنجی     | امیر سرگزی | امیر سرگزی |
| ۴     | همخونه   | مهدیه عرب     | امیر سرگزی | امیر سرگزی |
| ۵     | سکوت     | داوود لطف‌الله | امیر سرگزی | امیر سرگزی |
| ۶     | سنگ صبور | مریم دلشاد    | امیر سرگزی | امیر سرگزی |
| ۷     | زمونه    | مشفق کاشانی   | امیر سرگزی | امیر سرگزی |
| ۸     | یادلار   |               | امیر سرگزی | امیر سرگزی |

### آلبوم سورپرایز
آلبوم سورپرایز با یازده تِرک حاصل سه سال تلاش محمد علیزاده بود و در حالی که تمام شرایط جهت انتشار آلبوم در بازار موسیقی کشور مهیا بود به‌طور کاملاً غافلگیرانه‌ای سر از فضای مجازی درآورد! تنظیمات قطعات این آلبوم را میلاد ترابی بر عهده داشته که فضای موسیقایی متفاوت‌تر از آلبوم قبلی را به آلبوم القا کرده است. آلبوم «سورپرایز» که قرار بود اردیبهشت ماه ۱۳۸۸ منتشر شود، به‌خاطر اتفاق ناگهانی که افتاد، به‌همراه آلبوم «دلت با منه» در یک پک اسفند ماه ۱۳۹۱ روانهٔ بازار شد که به‌گفتهٔ خود محمد علیزاده «اینکار انجام شد تا هواداران اورجینال آلبوم سورپرایز را نیز در اختیار داشته‌باشند.» این آلبوم توسط شرکت ایران‌گام به مدیریت صدرالدین حسین‌خانی پخش شد.
| شماره | نام قطعه            | ترانه‌سرا                 | آهنگساز      | تنظیم‌کننده  |
| ----- | ------------------- | ------------------------ | ------------ | ----------- |
| ۱     | جز تو               | علی بحرینی               | میلاد ترابی  | میلاد ترابی |
| ۲     | این اولین باره      | محمد علیزاده             | محمد علیزاده | میلاد ترابی |
| ۳     | گریه نکن            | ساناز کریمی              | ساناز کریمی  | میلاد ترابی |
| ۴     | تولد (خیلی خوشحالم) | محمد علیزاده             | محمد علیزاده | میلاد ترابی |
| ۵     | زیر حرفام می‌زنم     | علی بحرینی               | محمد علیزاده | میلاد ترابی |
| ۶     | تو که اینجوری نبودی | محمد علیزاده، حمید عسکری | حمید عسکری   | میلاد ترابی |
| ۷     | تو جون منی          | محمد علیزاده             | میلاد ترابی  | میلاد ترابی |
| ۸     | دو خط موازی         | علی بحرینی               | میلاد ترابی  | میلاد ترابی |
| ۹     | ّبی تو می‌میرم        | میلاد ترابی              | میلاد ترابی  | میلاد ترابی |
| ۱۰    | بی‌حوصله             | فرزاد حسنی               | محمد علیزاده | میلاد ترابی |
| ۱۱    | سورپرایز            | علی بحرینی               | میلاد ترابی  | میلاد ترابی |

### آلبوم دلت با منه
آلبوم دلت با منه سومین آلبوم رسمی این خواننده می‌باشد که در سال ۱۳۹۱ و البته به‌همراه آلبوم سوپرایز در یک پکیج عرضه شد. این آلبوم شامل هشت قطعه است. بیشتر ترانه‌های این آلبوم را خود علیزاده سروده و سید محمد کاظمی، مسعود سلیمانی و مجید صالحی در این زمینه با او همکاری کرده‌اند. ملودی پنج قطعه را محمد علیزاده ساخته و سایر قطعات توسط میلاد ترابی، امیر بهادری و بهنام کریمی آهنگسازی شده‌اند. تنظیم قطعات «دلت با منه» نیز توسط میلاد ترابی، شهاب اکبری، فرشاد حسامی و آرتین زمانی انجام شده است و قطعهٔ «شهر باران» نیز در مؤسسهٔ آوای سگال پارس با نظارت بهروز صفاریان تنظیم شده است. بابک یوسفی، پیام طونی، اشکان موسوی، فیروز ویسانلو، امید حجت، آتیلا رسولی، رضا تاجبخش، شهاب اکبری، بهروز صفاریان، میلاد ترابی، فرشاد حسامی و آرتین زمانی در «دلت با منه» به نوازندگی پرداخته‌اند. قطعات این اثر در استودیو پاپ توسط ناصر و میلاد فرهودی ضبط شده‌اند.
| شماره | نام قطعه              | ترانه‌سرا                    | آهنگساز                  | تنظیم‌کننده    |
| ----- | --------------------- | --------------------------- | ------------------------ | ------------- |
| ۱     | برگرد                 | محمد کاظمی                  | محمد علیزاده             | فرشاد حسامی   |
| ۲     | غم دنیاست             | محمد علیزاده                | میلاد ترابی، امیر بهادری | میلاد ترابی   |
| ۳     | دل بی تو غم زده       | محمد علیزاده، مسعود سلیمانی | محمد علیزاده             | میلاد ترابی   |
| ۴     | خیلی برام عزیزه خاطرت | محمد علیزاده                | محمد علیزاده             | میلاد ترابی   |
| ۵     | سرزنش                 | محمد علیزاده                | امیر بهادری              | شهاب اکبری    |
| ۶     | تورو می‌خواستم         | محمد علیزاده                | محمد علیزاده             | آرتین زمانی   |
| ۷     | دلت با منه (ازم دوری) | سید محمد کاظمی              | محمد علیزاده             | شهاب اکبری    |
| ۸     | شهر باران             | مجید صالحی                  | بهنام کریمی              | بهروز صفاریان |

### آلبوم گفتم نرو
آلبوم «گفتم نرو» چهارمین آلبوم علیزاده در ۲۶ دی ۱۳۹۵ با تهیه‌کنندگی صدرالدین حسین‌خانی، مدیر موسیقی میلاد ترابی و توسط پخش کمپانی هنر شهر منتشر شد. این آلبوم حاوی ۸ قطعه است. تنها آهنگ تکراری آن «عشقم این روزا» است که یک ماه قبل به صورت تک‌آهنگ پخش شد. میلاد ترابی و آرش پاکزاد میکس و مسترینگ قطعات این آلبوم را به عهده داشتند.
| شماره | نام قطعه      | ترانه‌سرا        | آهنگساز                   | تنظیم‌کننده     |
| ----- | ------------- | --------------- | ------------------------- | -------------- |
| ۱     | بی‌معرفت       | مهرزاد امیرخانی | محمد علیزاده، میلاد ترابی | میلاد ترابی    |
| ۲     | بیمارم        | مهرزاد امیرخانی | فرشید ادهمی               | معین راهبر     |
| ۳     | یه آدم دیگه‌ای | مهرزاد امیرخانی | محمد علیزاده، میلاد ترابی | میلاد ترابی    |
| ۴     | خدا نگهدار    | مهرزاد امیرخانی | محمد علیزاده              | امیرحسین اویسی |
| ۵     | عشقم این روزا | مهرزاد امیرخانی | محمد علیزاده              | میلاد ترابی    |
| ۶     | چهل درجه      | مهرزاد امیرخانی | محمد علیزاده              | میلاد ترابی    |
| ۷     | تصمیمتو بگیر  | سید محمد کاظمی  | میلاد ترابی               | شهاب اکبری     |
| ۸     | گاهی بخند     | مهرزاد امیرخانی | محمد علیزاده              | میلاد ترابی    |

### تک‌آهنگ‌ها
- یار نظر کرده
- دریا
- پناه
- من با خدا تنهام
- تاج سر
- همسفر
- خوش میگذره
- گُل
- لطفاً
- دلتنگی
- گاندو (تیتراژ سریال گاندو ۲)
- خنده‌هاتو قربون
- بارون نم‌نم
- برگردی ای کاش
- گلودرد
- یارم باش
- خاطرت تخت
- زندگی
- تو بری بارون
- ماه عسل ۹۶[۱۷]
- عشقم این روزا
- برادر ۲ (تیتراژ میانی)
- دستان مرا بگیر
- برادر (تیتراژ سریال برادر)
- خستم به‌همراه: میثم ابراهیمی
- کجا میری[۱۸]
- همینه که هست
- زخم
- میشه نگام کنی
- اشتباه
- فکرشم نکن
- حس آرامش
- هواتو کردم
- با اینکه تنهایی
- شهر عشق
- عشق فوق‌العاده
- سلام به‌همراه: فریدون آسرایی
- صبحی دیگر
- خاک شیران
- تو حس عاشق شدنی
- شهر باران
- سراب
- حالمو زیبا کن
- نگو نمی‌رسم
- فصل بهار (اجرای مشترک چند خواننده)